# Phát triển quốc tế
Phát triển quốc tế hay phát triển toàn cầu là một khái niệm rộng lớn, biểu thị ý tưởng rằng xã hội và các quốc gia có mức độ "phát triển" khác nhau trên phạm vi quốc tế. Nó là cơ sở cho các phân loại quốc tế như nước phát triển, nước đang phát triển và nước kém phát triển nhất, và cho một lĩnh vực thực hành và nghiên cứu theo nhiều cách khác nhau tham gia vào các quá trình phát triển quốc tế. Tuy nhiên, có nhiều trường phái tư tưởng và quy ước liên quan đến những đặc điểm chính xác cấu thành "sự phát triển" của một quốc gia.
Trong lịch sử, sự phát triển thường đồng nghĩa với phát triển kinh tế. Gần đây, các nhà văn và các bên tham gia đã bắt đầu thảo luận về sự phát triển theo nghĩa toàn diện và đa ngành hơn về sự phát triển con người. Các khái niệm liên quan khác, ví dụ, khả năng cạnh tranh, chất lượng cuộc sống hoặc hạnh phúc chủ quan.
"Phát triển quốc tế" khác với khái niệm đơn giản về "phát triển". Trong khi sau này, về cơ bản nhất, biểu thị đơn giản là ý tưởng thay đổi theo thời gian, phát triển quốc tế đã đề cập đến một lĩnh vực thực tiễn, công nghiệp và nghiên cứu riêng biệt; chủ đề của các khóa học đại học và phân loại chuyên nghiệp. Nó vẫn liên quan chặt chẽ với tập hợp các tổ chức, đặc biệt là các tổ chức Bretton Woods, tổ chức phát sinh sau Chiến tranh thế giới thứ hai với trọng tâm là tăng trưởng kinh tế, xóa đói giảm nghèo và cải thiện điều kiện sống ở các nước thuộc địa trước đây. Cộng đồng quốc tế đã mã hóa các mục tiêu phát triển, ví dụ, các Mục tiêu Phát triển Thiên niên kỷ và Các Mục tiêu Phát triển Bền vững.